# Taikse (przystanek kolejowy)
Taikse – przystanek kolejowy w miejscowości Taikse, w prowincji Järvamaa, w Estonii. Położony jest na linii Tallinn – Viljandi.